# قلنسوه
قلنسوه (به لاتین: Qalansawe; عبری: קַלַנְסֻוָה) یک شهر عرب‌نشین در استان مرکز اسرائیل است. در سال ۲۰۱۶ جمعیت این شهر ۲۱٬۸۹۳ نفر بود.